# بطولة الأمم الرئيسية 1937
بطولة الأمم الرئيسية 1937 (بالإيطالية: Home Championship 1937)‏ هو الموسم 50 من بطولة الأمم الرئيسية. كان عدد الأندية المشاركة فيه 4، وفاز فيه منتخب إنجلترا الوطني لاتحاد الرغبي.